# Abulfeda
Abulfeda (ali Abud-Fida' Isma'Il ibn'Ah,Imad-ud-Dni), arabski zgodovinar in geograf, * november 1273 (leto hidžre 672, 1. džumada), Damask, Sirija, † 26. oktober 1331 (leto hidžre 732, 23. moharema).